# Biss zur großen Pause – Das Highschool Vampir Grusical
Biss zur großen Pause – Das Highschool Vampir Grusical ist eine deutsche Filmparodie aus dem Jahre 2011, sie wurde im Frühjahr 2010 in Prag gedreht. Der Film gehört zur Funny-Movie-Reihe.

## Handlung
Edwin Wolfenstein ist ein Vampir, aber in den Augen seines Vaters Vladimor eine Schande, denn er weigert sich einfach zu beißen und zu töten. Stattdessen singt er gerne und chattet mit seiner schönen Online-Bekanntschaft Fella. Auch sein Bruder Günni ist alles andere als begeistert von ihm und nennt ihn meist nur „Uschi“. Doch dann stürmt Vampirjäger Abraham van Hellbring das transsilvanische Schloss der letzten drei Vampire und die Wolfensteins müssen fliehen. Edwin weiß wohin, nach Amerika zu seiner Fella. Nach kurzen Eingewöhnungsproblemen in der Nachbarschaft der „Hysteria Lane“ muss  Edwin schnell feststellen, dass Fella nichts mit der blonden Schönheit aus dem Internet gemeinsam hat. Stattdessen ist sie ein hässliches, graues Mäuschen, das Mädchen auf dem Bild war die eingebildete Schulschönheit Sally Convally. Aber auch Edwin hat eher Probleme, bei seinen neuen Mitschülern gut anzukommen, und legt sich gleich mit dem Schulschnösel Cookie Dent an.
An der Schule wird eine Musical-Aufführung von Romeo und Julia stattfinden, an der Fella mit Edwin teilnehmen will. Allerdings will Edwin nur Sally für sich gewinnen. Als Fella erkennt, was Edwin ist, versucht sie ihn zu erpressen, doch er wirft sich nun endgültig Sally an den Hals. Aus Rache mailt Fella an van Hellbring.
Van Hellbring bringt die Wolfensteins in seine Gewalt, sieht sich dann aber Fella und ihrer Mutter gegenüber. Endlich kommen Edwin und Fella sich näher und er erzählt ihr, dass es seine Schuld war, dass seine Mutter gestorben ist und van Hellbring sich deshalb an ihm rächen will. Sie kommen zusammen.
Sally hat herausgefunden, was Edwin ist, und will von ihm gebissen werden, um nie zu altern. Doch er weigert sich. Trotzdem will er immer noch mit ihr bei dem Musical singen, was Sally gar nicht kann. Sie überzeugt Günni, sie zu verwandeln. Bei der Aufführung des Musicals kommt es zum Showdown. Van Hellbring lässt einen Florian-Silbereisen-Roboter singen, dessen Musik den Vampiren Schmerzen bereitet. Edwin kann ihn besiegen, aber dabei verletzt er Fella, die im Inneren des Roboters gefangen war. Er kann sie nur durch seinen Biss retten und muss sich zum ersten Mal überwinden. Sie wird zum Vampir und dadurch hübsch.
Van Hellbring wird Opfer des missverstandenen Milchmannes, der sich als Vampir entpuppt.
Die ganze Hysteria Lane wird in Vampire verwandelt und Fella und Edwin singen gemeinsam. Sein Vater kommt mit ihrer Mutter zusammen und sogar Günni genießt das Leben in der Vorstadt.

## Sonstiges
- Parodiert werden unter anderem Szenen aus Filmen wie Twilight, Vampire Diaries, High School Musical, Desperate Housewives, Van Helsing, Die Simpsons, Studio 54 und Halloween Town.
- Außerdem fallen der Parodie auch die Lieder Thriller von Michael Jackson, Pflaster von Ich + Ich, Barbara Ann von den Beach Boys, Dancing Queen von ABBA, T.N.T von AC/DC und Push It von Salt’N’Pepa zum Opfer.
- Die Jugendzeitschrift Bravo wurde ebenfalls aufs Korn genommen.
- Michael Kessler hat einen kurzen Cameo-Auftritt in seiner Rolle als Florian Silbereisen (in einem kurzen Ausschnitt von Switch Reloaded).
- Der Schauspieler Jürgen Tonkel hat einen kurzen Cameo-Auftritt. Somit ist dies die dritte Funny-Movie-Produktion, in der er mitspielt.
- Drehbuchautor Tommy Krappweis hat einen Cameo-Auftritt als Reporter.